# Number Ones
Number Ones är ett musikalbum av Michael Jackson som släpptes den 24 november 2003.
Låten One More Chance är den enda nyinspelningen på albumet, gjord av Michael Jackson i samarbete med R. Kelly. Albumet blev dock kritiserad eftersom den inte innehöll alla Michael Jacksons listettor världen över. Låten Break of Dawn släpptes aldrig som singel, men lades till av Epic Records.

## Låtlista
1. Don't Stop 'til You Get Enough
2. Rock With You
3. Billie Jean
4. Beat It
5. Thriller
6. Human Nature
7. I Just Can’t Stop Loving You
8. Bad
9. The Way You Make Me Feel
10. Dirty Diana
11. Smooth Criminal
12. Black or White
13. You Are Not Alone
14. Earth Song
15. Blood on the Dancefloor
16. You Rock My World
17. Break of Dawn
18. One More Chance